# Красный Фарс
Кра́сный Фарс (адыг. Фэрзэ Плъыжь) — хутор в Кошехабльском муниципальном районе Республики Адыгея России. Входит в состав Дмитриевского сельского поселения.

## Население
| 2002 | 2010 | 2013 | 2014 | 2015 | 2016 | 2017 |
| ---- | ---- | ---- | ---- | ---- | ---- | ---- |
| 154  | ↗176 | ↘165 | ↘153 | ↘150 | ↘143 | ↗144 |
| 2018 | 2019 | 2020 | 2021 | 2023 | 2024 |      |
| ↗145 | ↘140 | ↗147 | ↗159 | ↘154 | ↗155 |      |

По данным Всероссийской переписи населения 2021 года:
| Народ              | Численность, чел. | Доля от всего населения, % |
| ------------------ | ----------------- | -------------------------- |
| русские            | 99                | 62,26 %                    |
| табасараны         | 16                | 10,06 %                    |
| адыги              | 10                | 6,30 %                     |
| другие /не указано | 34                | 21,38 %                    |
| всего              | 159               | 100,0 %                    |

## Улицы
| - Зои Космодемьянской, - Кирова, - Кирпичная, | - Мичурина, - Островского, - Речная. |